# Шамсавен, Луи де
Луи Мари Жозеф Ле Бешю де Шамсавен (фр. Louis Marie Joseph Le Beschu de Champsavin; 24 ноября 1867, Ассерак — 20 декабря 1916, Нант) — французский конник, бронзовый призёр летних Олимпийских игр 1900.
На Играх де Шамсавен вместе со своей лошадью Терпишор соревновался только в конкуре, и с результатом 2:26,0 занял третье место, выиграв бронзовую медаль.
Шамсавен умер в госпитале после ранения во время Первой мировой войны под Нантом. Он был кавалером ордена Почётного легиона.